# Peter Lane
Peter Stewart Lane, baron Lane de Horsell, (29 janvier 1925 - 9 janvier 2009) est un homme politique et homme d'affaires britannique.

## Biographie
Il est membre conservateur de la Chambre des lords, créé pair à vie le 17 juillet 1990 comme baron Lane de Horsell, de Woking dans le comté de Surrey.
Après un passage dans la Royal Navy, il suit une formation de comptable et devient associé principal de Binder Hamlyn de 1979 à 1992. C'est un franc-maçon actif.
Il est président de l'exécutif de l'Union nationale du Parti conservateur de 1986 à 1991 et a auparavant présidé la conférence traumatisante du parti en 1983 au cours de laquelle Cecil Parkinson démissionne après que sa liaison avec Sara Keays soit devenue publique.
Plus tard, il est également président d'Action on Addiction et de l'hôpital Nuffield, et occupe plusieurs postes d'administrateur.